# Banksia speciosa
Banksia speciosa là một loài cây bụi lớn hoặc cây nhỏ trong họ Quắn hoa. Nó xảy ra ở bờ biển phía nam Tây Úc giữa Hopetoun và Vịnh Đại Úc, mọc trên cát trắng hoặc cát xám ở vùng cây bụi. Với chiều cao lên tới 8m, nó là một cây thân đơn có lá mỏng với "răng cưa" hình tam giác nổi bật dọc theo mỗi rìa, dài 20 – 45 cm và rộng 2 – 4 cm. Các gai hoa màu vàng kem nổi bật được gọi là hoa hồng ngoại xuất hiện trong suốt cả năm. Khi có tuổi, chúng phát triển tới 20 nang, mỗi nang chứa hạt giống cho đến khi được mở bằng lửa. Mặc dù xuất hiện rộng rãi, loài này rất nhạy cảm với loài Phytophthora cinnamomi và các quần thể thực vật lớn đã chịu thua trước dịch bệnh do loài này gây ra.
Được nghiên cứu và mô tả bởi Robert Brown vào đầu thế kỷ 19, Banksia speciosa được phân loại trong một loạt Banksia trong chi. Họ hàng gần nhất của nó là B. baxteri. Cây Banksia speciosa bị chết bởi cháy rừng và được tái sinh từ hạt giống. Những bông hoa thu hút các loài chim ăn mật và côn trùng, đặc biệt là ong mật. Trong canh tác, Banksia speciosa phát triển tốt ở một vị trí đầy nắng trên một khu đất thoát nước tốt ở những khu vực có mùa hè khô. Nó không thể được trồng ở những khu vực có mùa hè ẩm ướt, mặc dù nó có thể được ghép cành với Banksia serrata hoặc B. integrifolia.

## Mô tả
Banksia speciosa mọc thành cây bụi hoặc cây nhỏ ở bất cứ nơi nào cao từ 1 – 6 m hoặc có khi cao 8 m, nhưng rất hiếm. Nó có một thói quen nhiều nhánh mở, phát sinh từ một thân hoặc thân cây có vỏ màu xám mịn. Không giống như nhiều loài Banksia, nó không có rễ ống. Khi các cây mới tăng trưởng, nó được bao phủ trong bộ lông trông có màu gỉ sắt vào mùa hè. Các lá mỏng dài tạo thành một đường thẳng, dài 20 – 45 cm và rộng 2 – 4 cm. Chúng được tô viền với từ 20 - 42 thùy tam giác nổi bật có hoa văn ngoằn ngoèo. Các thùy dài 1 – 2 cm và rộng 1 - 2,5 cm, trong khi các vân hình chữ V nằm giữa phần gần của gân lá. Rìa lá được khép lại một chút. Ở mặt dưới của mỗi thùy, có 3 - 10 lá trên đỉnh thùy. Gân giữa được nâng lên trên mặt dưới lá, nó được bao phủ bởi lông trắng và có màu nâu khi trưởng thành.